# MY SUGAR CAT
《MY SUGAR CAT》，日本女歌手中島美嘉的第19張單曲。2006年7月26日發行。

## 概述
- 標題曲為「接吻」以來的雷鬼風格歌曲。
- c/w曲為BEGIN的翻唱曲「眷戀」。
- 未能打進週間銷售榜TOP 10，為中島新曲的首次。（若計算重發單曲則是「一個人」）
- 標題曲「MY SUGAR CAT」其後收錄於專輯「YES 愛的諾言」中，而c/w曲則未有收錄。

## 收錄曲

### CD
1. MY SUGAR CAT
  - 作詞：中島美嘉／作曲：五島良子／編曲：森俊也
  - 化妝品「KATE」廣告歌
2. 眷戀
  - 作詞・作曲：BEGIN／編曲：塚本功
3. MY SUGAR CAT（Instrumental）
4. 眷戀（Instrumental）

### 黑膠唱片
A面
1. MY SUGAR CAT
2. MY SUGAR CAT（Instrumental）

B面
1. 眷戀
2. 眷戀（Instrumental）